# Opava (Eslovàquia)
|  | No s'ha de confondre amb Opava. |

Opava és un poble i municipi d'Eslovàquia. Es troba a la regió de Banská Bystrica. La primera menció escrita d'Opava és del 1195. El 1224, Opava va rebre privilegis de ciutat. Després de la creació del Ducat de Troppau, Opava es va convertir en la seva capital.

## Demografia
| Godina             | 1994 | 2004 | 2014 | 2024    |
| ------------------ | ---- | ---- | ---- | ------- |
| Nombre de persones | 125  | 120  | 126  | 110     |
| Diferència         |      | −4%  | +5%  | −12,69% |

| Godina             | 2023 | 2024   |
| ------------------ | ---- | ------ |
| Nombre de persones | 111  | 110    |
| Diferència         |      | −0,90% |